# Cuaespinós cara-roig
El cuaespinós cara-roig (Cranioleuca erythrops) és una espècie d'au passeriforme de la família Furnàrids pertanyent al nombrós gènere Cranioleuca. És nadiua de l'est de Centreamèrica i del nord-oest de Sud-amèrica.

## Distribució i hàbitat
Es distribueix des de les muntanyes de Costa Rica, cap a l'est de forma disjunta per Panamà, i fins al sud, al llarg de la serralada dels Andes del nord-oest i oest de Colòmbia i l'oest d'Equador.
Aquesta espècie és considerada bastant comuna en el seu hàbitat natural: el dosser arbori i les vores de les selves humides tropicals de muntanya, principalment entre els 700 i 1600 m d'altitud.

## Comportament

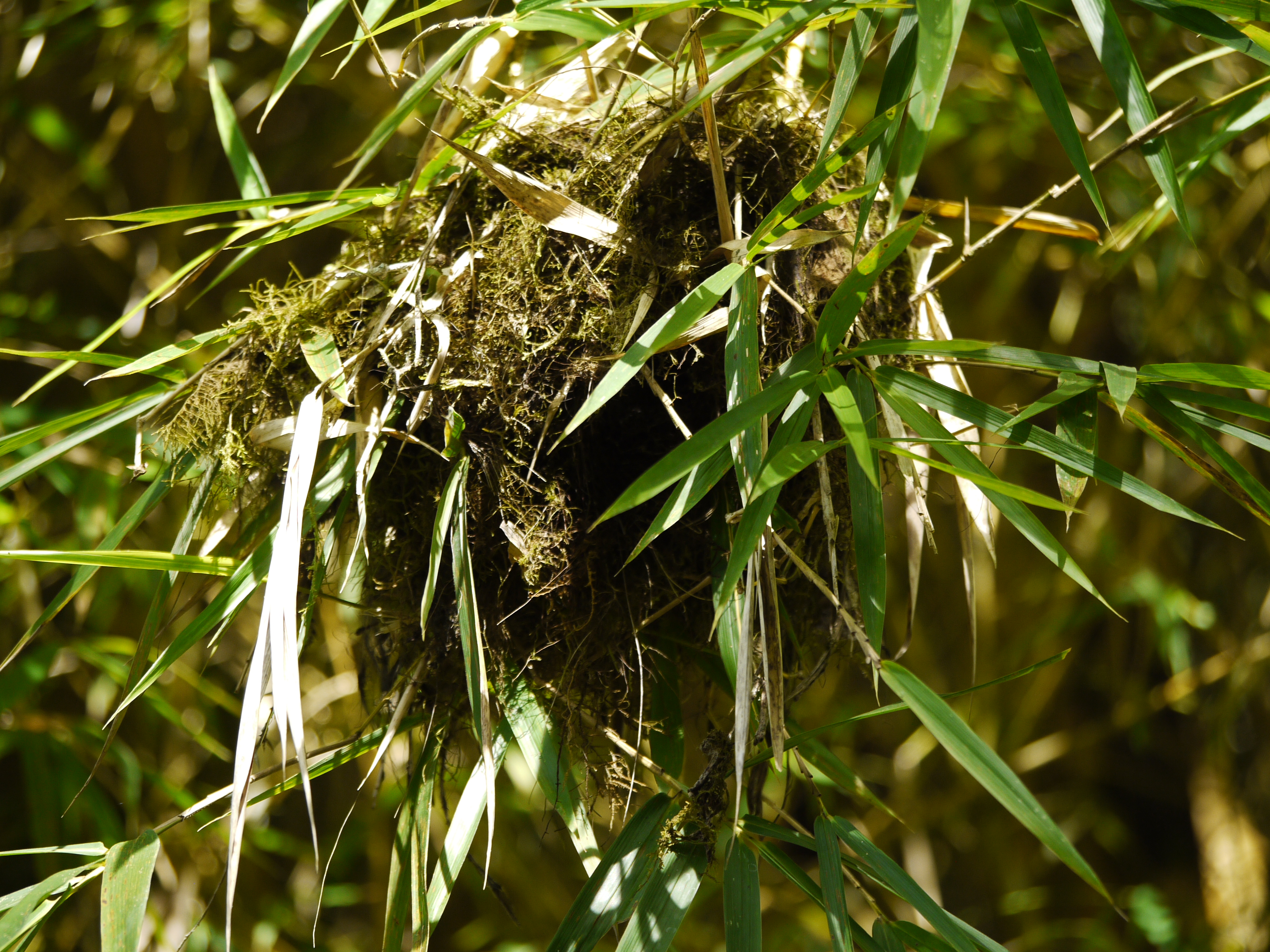
Niu de cuaespinós cara-roig camuflat amb fulles i herba.

El cuaespinós cara-roig col·loca al voltant del seu niu herbes, fulles i altres matèries vegetals que deixa soltes i penjant, trencant d'aquesta manera la silueta del niu, com a camuflatge per protegir el niu dels depredadors.

## Sistemàtica

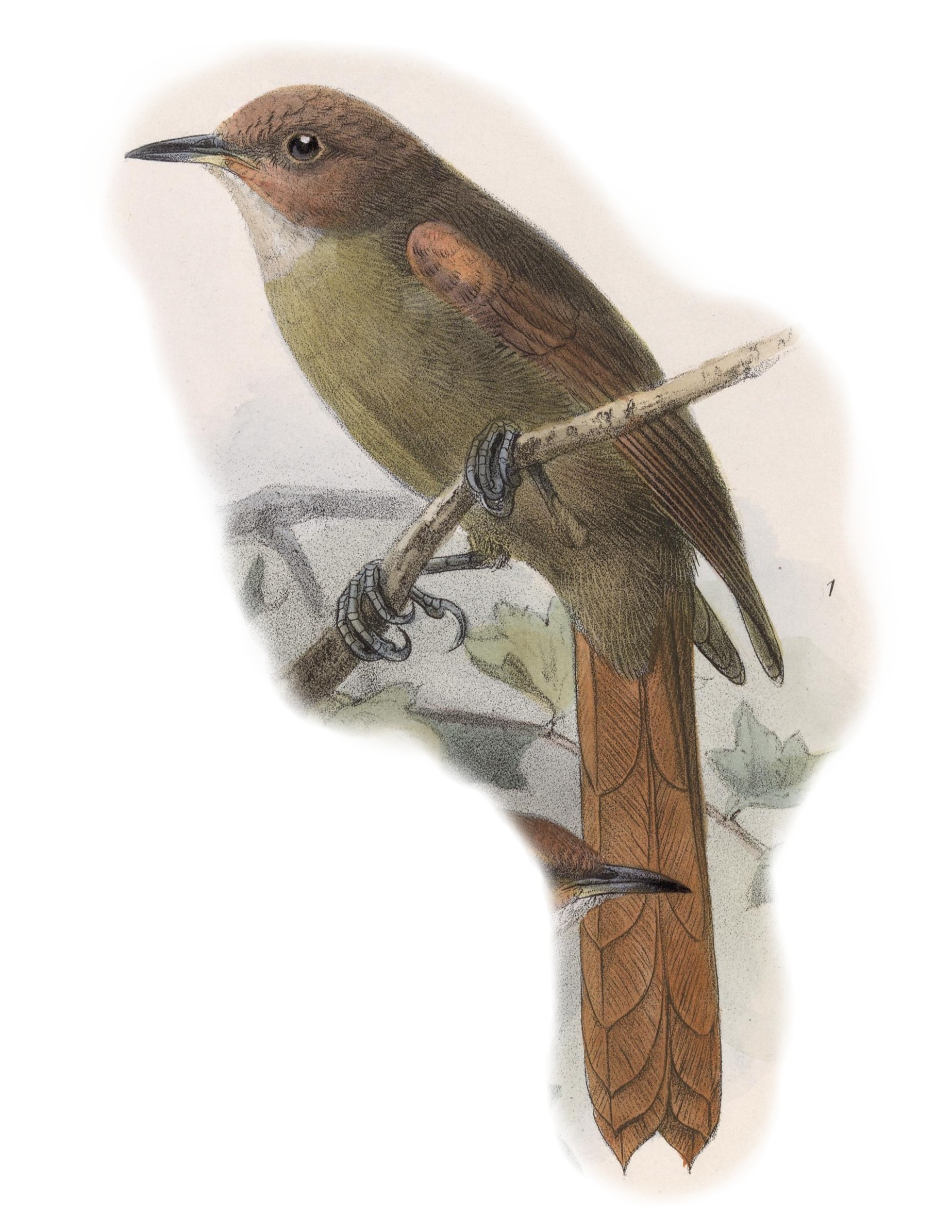
Synallaxis erythrops = Cranioleuca erythrops, il·lustració de Keulemans a Biologia Centrali-Americana, 1902.

### Descripció original
L'espècie C. erythrops va ser descrita per primera vegada pel zoòleg britànic Philip Lutley Sclater l'any 1860 amb el nom científic Synallaxis erythrops; la localitat tipus és: «Pallatanga, Chimborazo, Equador».

### Etimologia
El nom genèric femení «Cranioleuca» es compon de les paraules del grec «κρανιον kranion»: crani, cap, i «λευκος leukos»: blanc, en referència a la corona blanca de l'espècie tipus: Cranioleuca albiceps; i el nom de l'espècie «erythrops», es compon de les paraules del grec «ερυθρος eruthros»: vermell, i «ωψ ōps, ωπος ōpos»: face; en referència a la fase vermellosa de l'espècie.

### Taxonomia
Les dades filogenètiques més recents indiquen que la present espècie està agermanada a un grup que inclou Cranioleuca antisiensis (amb C. baroni) i C. curtata, amb plomatge similar i amb distribució en muntanyes baixes. La identitat subespecífica de les aus de l'est de Panamà és incerta i se les assigna a la subespècie griseigularis. Els espècimens del sud de Colòmbia poden ser intermediaris entre aquesta última i la nominal.

### Subespècies
Segons les classificacions del Congrés Ornitològic Internacional (IOC) i Clements Checklist/eBird v.2019 es reconeixen tres subespècies, amb la seva corresponent distribució geogràfica:
- Cranioleuca erythrops rufigenis (1868) – muntanyes de Costa Rica i oest de Panamà.
- Cranioleuca erythrops griseigularis (1909) – extrem est de Panamà (Cerro Pirre, Cerro Tacarcuna, Cerro Mali) i Andes occidentals i centrals de Colòmbia (en els Andes occidentals al sud fins a Nariño i en el pendent occidental dels Andes centrals des de Antioquia al sud fins a Quindío, també a la Regió muntanyenca de Sant Lucas).
- Cranioleuca erythrops erythrops (P.L. Sclater, 1860) – Andes de l'oest d'Equador (cap al sud fins al nord-oest de Azuay, també a la costanera Serralada de Mache al sud-oest de Manabí i oest de Guayas).